# Bolitochara mulsanti
Bolitochara mulsanti är en skalbaggsart som beskrevs av Sharp 1875. Bolitochara mulsanti ingår i släktet Bolitochara, och familjen kortvingar. Arten är reproducerande i Sverige.